# 佐藤良洋
佐藤 良洋（さとう よしひろ、1979年2月27日 - ）は、日本の俳優。コロポックル佐藤（コロポックルさとう）の名で演出家としても活動している（名付け親は俳優の菅田俊）。劇団芸門（GATE）主宰。夢工房所属。
北海道出身。札幌第一高等学校、帝京大学文学部卒業。
身長170cm。血液型A型。特技はギター、ベース、ドラム、スキー。スキー2級、ヘルパー2級の資格を持つ。

## 受賞歴
- 2017年 The TOKYO 48 Hour Film Project 『ある東京都民の死』主演男優賞 受賞

## 出演

### 映画
- SR サイタマノラッパー2 女子ラッパー☆傷だらけのライム（2010年）
- 艶剣客〜くノ一媚薬責め〜（2010年） - 弥三郎 役
- 艶剣客2〜くノ一色洗脳〜（2011年） - 弥三郎 役
- SRサイタマノラッパー ロードサイドの逃亡者（2012年） - 産廃労働者ヒーロー 役
- 新スパイガール大作戦〜惑星グリーゼの反乱〜（2012年） - 四本博士 役
- くろねこルーシー（2012年）-リーゼント店員 役
- トーク・トゥ・ザ・デッド（2013年）
- アイアンガール ULTIMATE WEAPON（2015年） - 若村ダイゴ 役
- ジョーカー・ゲーム（2015年） - スパイ候補生 役
- 22年目の告白 -私が殺人犯です-（2017年） - 岸美晴の父親 役
- ビジランテ（2017年） - 自警団員（ビジランテ） 小松義弘役
- トウキョウ・リビング・デッド・アイドル（2018年） - 先輩刑事 役
- 愛しのデコトラ天使（2018年） - 笹崎裕太 役
- ＡＩ崩壊（2020年）-星亮平 役
- 月と寝る女 またぐらの面影（2020年12月18日、オーピー映画） - 高倉マコト 役
- 無頼（2020年）-少年院法務教官 役
- シュシュシュの娘（2021年）
- ネメシス黄金螺旋の謎 （2023年）-北林刑事 役
- Ｎ-紫の天使 （2023年）-記者 役
- 新宿鸚哥（2023年）-マスター役
- あんのこと（2024年）-わかくさ苑同僚 佐藤丈 役

### ドラマ
- 芸術劇場スタジオ演劇 冬の入口（2007年、NHK教育テレビ） - 蝦名道夫 役
- ネオ・ウルトラQ 第7話「鉄の貝」（2013年、WOWOW） - 船員 役
- 怪奇大作戦 ミステリー・ファイル 第4話「深淵を覗く者」（2013年、NHK BSプレミアム） - 配送業者 役
- フジテレビ開局55周年記念報道特別番組「世紀の大事件」（2014年、フジテレビ） - 主演・桜井 役
- 相棒（テレビ朝日）
  - season13 第8話「幸運の行方」（2014年）
  - season14 第8話「最終回の奇跡」（2015年）
- ビューティフル・スロー・ライフ（2015年、NHK総合テレビ）
- ドラマスペシャル 狙撃（2016年、テレビ朝日） - 鎮目の部下 役
- 焼肉プロレス（2019年、テレビ大阪） - 借金取り 沼田 役
- ネメシス（2021年、日本テレビ）- レギュラー刑事 北林 役
- 今夜はコの字で Season2 第5話（2022年、BSテレ東、テレビ大阪 等）- 院長先生 役
- THE DAYS 第6話、第7話（2023年、Netflix）- 小野木（作業員13） 役
- ゼイチョー〜『払えない』にはワケがある〜 第3話（2023年、日本テレビ） - 医師 役

### オリジナルビデオ
- 櫛笛（2005年） - 横山竹男 役
- 携帯裏サイト（2010年） - 小林満雄 役
- 僕の彼女はロボワイフ（2010年） - 水嶋リョウ 役
- ダンプガール☆涼子（2011年） - 山中竜平 役
- ダンプガール☆理央（2011年） - 細野亨 役
- GAL AVATAR ギャルアバター（2011年） - マネージャー 役
- ミッドナイトエンジェル〜世直し官能喫茶〜（2011年） - 部長 役
- 人妻トラッカー陽菜（2012年） - 島谷伸治 役
- 三代目は女子高生（2012年） - 岩村陽一 役
- ダンプガール☆優子（2012年） - 木田 役
- ヤンキー先生（ティーチャー）（2012年） - 難波 役
- ボルトマン〜俺の汗で世界を救う！〜（2014年） - 大河原 役
- マル暴の女（2016年）
- 野良猫とパパ活（2020年、スターボード）‐ 高橋 役[4]
- エクスタシー・イコライザーREN（2020年9月4日、竹書房）[5]
- 色眼鏡　藍染小紋の女-沙織-（2021年、シネマファスト）[6]

### 舞台
2002年
- 劇団しゃばだば座『夢幻の街』（新宿アシベ会館5F、作・演出：桑原一隆）

2003年
- 東京倶楽部『春ナ忘レソ』（新宿アシベ会館5F、作・演出：菅田俊）
- SamaSamaプロデュース『奴ら～海よオレの母よ～』-主演

2004
- 東京倶楽部『LAMBS DAY AFTENOON-羊たちの午後-』（新宿アシベ会館5F、作・演出：菅田俊）

2005年
- 弘前劇場+ROGO『F+2』（新宿パンプルムス、作・演出：長谷川孝治）
- 新宿パープルパンダ『今夜、ここで逢えたら』（アイピット目白、作・演出：柏村栄行）
- 東京倶楽部『幕末義侠伝 冬の風車 -国定忠治にまちがえられた男-』（シアターグリーン BIG TREE THEATER、作・演出：菅田俊）

2006年
- 渡辺源四郎商店『背中から四十分』（こまばアゴラ劇場、北九州芸術劇場小劇場、作・演出：畑澤聖悟）
- 東京倶楽部『黒い雨-死海の義和団-』(池上本門寺大堂裏特設テント劇場、演出：菅田俊）

2007年
- 東京倶楽部『Blue Bottle-蒼蝿-』(新木場1stRING、作：藤原健一、演出：菅田俊）

2008年
- 野良犬弾『日本ノ難民、西へ』（新宿シアターモリエール、作・演出：入江悠）
- 東京倶楽部『二人の女』（中野MOMO、作：唐十郎、演出：菅田俊）
- 野良犬弾『ホームルームで、と彼は言った』（池袋シアターグリーン、作・演出：入江悠）
- ROGO『ワニ女』（神楽坂セッションハウス、作・演出：古川靖博）

2009年
- 野良犬弾『宇宙ステーション殺人事件』（シアターグリーン BIG TREE THEATER、作・演出：入江悠） - 主演
- 劇団DOGADOGA＋×劇団CORNFLAKES×劇団野良犬弾『桜SAKURAサクラ』（吉祥寺前進座、作・演出：望月六郎×堀江慶×入江悠）
- 野良犬弾『髪結橋のロビン・グッドフェロー』（ラゾーナ川崎プラザソル、作・演出：増沢望）
- ルファプロデュース公演『夢 D'où viens-tu? Où vas-tu ?』（浅草木馬亭、作・演出：石田和男）

2010年
- 野良犬弾『パンクな奴らは蕎麦を打つ』（新宿シアター・ミラクル、作・演出：入江悠）
- ROGO『きつねのはなし』（シアターグリーン BOX in BOX THEATER、作・演出：古川靖博）

2011年
- 野良犬弾『友たる証明』（シアターグリーン BOX in BOX THEATER、作・演出：崔哲浩）

2012年
- Teamクースー『分署物語』（上野ストアハウス、作・演出：古屋治男）

2013年
- 1八や『レイヤードワールズプレイヤー』（下北沢シアター711、作・演出：相武辰昌）

2014年
- ResetLimit『break the seal!』（ウッディーシアター中目黒、作・演出：平康臣）
- テトラクロマット『花の下にて』（東京芸術劇場シアターウエスト、作：坂口理子、演出：福島敏朗） - 正三郎 役

2016年
- 野良犬弾『ザ・警鐘〜シグナル〜』（作：崔哲浩） - 演出
- 東京倶楽部『春ナ忘レソ』（すみだパークスタジオ倉、作・演出：菅田俊） - サル 役

2017年
- 野良犬弾『サナトリウムの春～離小島療養所～』（上野ストアハウス） - 作・演出
- 東京倶楽部『ひとりぼっちのヒーロー』（すみだパークスタジオ倉、作：工藤俊作、演出：菅田俊） - 本城勇太 役

2018年
- サナトリウムの春小豆島実行委員会『サナトリウムの春～離小島療養所～』（劇場：香川県小豆島肥土山農村歌舞伎舞台） - 作・演出・出演

2019年
- 芸門-GATE- 第2回小豆島公演『小さな島の日の出食堂』（原作：メンマ/古屋治男　劇場：小豆島ふるさと村ワインハウス）-演出
- 芸門-GATE- 第3回小豆島公演『サナトリウムの春 ～離小島療養所～』（劇場：香川県小豆島肥土山農村歌舞伎舞台） - 作・演出・小滝ホンカン 役

- Teamクースー『分署物語』（シアターブラッツ、作・演出：古屋治男）

2020年
- 芸門-GATE- 第4回東京公演『豆腐屋の唄～小さな島の家族物語～』（劇場：武蔵野芸能劇場）-作・演出・出演

2021年
- 芸門-GATE-　第5回本公演『小さな島の日の出食堂』（劇場：新宿シアターブラッツ）-作･演出・出演

2022年
- 芸門-GATE-　第6回本公演『大女優と七人の三文役者』（劇場：新宿シアターモリエール）-作･演出･出演

#### 2023年
- 芸門-GATE-　第7回本公演『我らのエピローグは終わらない』（劇場：武蔵野芸能劇場）-作･演出･出演
- 芸門-GATE-　第1回プロデュース公演『岬のひかり』（劇場：コフレリオ新宿シアター、作･演出：藤寛文）-出演

#### 2024年
- ジャパンアクションクラブ＋劇団東京倶楽部 共同開催『人生のオセロ』 （劇場：ウエストエンドスタジオ、作：コロポックル佐藤、演出：菅田俊）-出演・脚本

### CM
- ポラス ポラスの注文 ウッドイノベーター篇 - 主人公（2013年）
- P&Gジャパン ファブリーズ 忘年会のニオイ（スーツ）篇（電車内ビジョンで公開）（2014年）
- LUMINE ルミネが働く女性達を応援するスペシャルムービー - 先輩上司 役[注 1]
- 日本エコライフ「ゆめソーラー」 - 主演・ゆめソーラー社員 役（2015年）
- 警視庁「東京で大地震が起きたら!? 東京が震えた」 - 警察 役（2016年）
- シマノ おとな釣り倶楽部・転機篇 - 部下 役（2016年）
- 経済センサス 活動調査/単独事業所への調査 - 経済センサス活動調査員 役（2016年）
- 中外製薬 オンコロジームービー「ある薬剤師の一日」篇 - 主演・薬剤師 役（2016年）
- 西武ホールディングス 10th Anniversary「そこに、西武がいます。」篇 - 父親 役（2016年）
- KDDIエボルバ 「父は僕を頼らない」篇 - 息子 役（2017年）
- 日本瓦斯 「父と息子とおふろ」篇 - 主演・父親 役（2018年）※地域クリエイティブ大賞　優秀賞受賞
- Amazon プライム 2018年夏バージョン - 父親 役（2018年）
- スカパー！「プロ野球2019 いよいよ開幕 千葉ロッテマリーンズ編」-主演（2019)
- サントリーWEB CM「IZAKAYA TIPS!!編」-太郎役　(2019)
- パチンコスロットエーワン CM-主演（2019)
- サントリーWEB CM「KARAOKE TIPS!! 編」-太郎役 (2019)

### ネットムービー
- HERO★MAN（中村隆太郎監督） - 主役
- 蟹工船 ブックトレイラー（川野浩司監督） - メガネ労働者 役

### ミュージック・クリップ
- チームしゃちほこ「ザ・スターダストボウリング」（2012年）
- スネオヘアー「期待ハズレの空模様」（2011年）
- Not yet「週末Not yet」（2011年）
- さいとうりょうじ「Letter」「溺れる射手座」（2018年）

### ラジオドラマ
- ミミニツイテハナレナイ『ラブホテルのさくらちゃん（全7話）』（2021年）-作･演出